# Edison (Ohio)
Edison és una població dels Estats Units a l'estat d'Ohio. Segons el cens del 2000 tenia 437 habitants.

## Demografia
Segons el cens del 2000, Edison tenia 437 habitants, 165 habitatges, i 119 famílies. La densitat de població era de 581,8 habitants per km².
Dels 165 habitatges en un 32,1% hi vivien nens de menys de 18 anys, en un 57% hi vivien parelles casades, en un 9,7% dones solteres, i en un 27,3% no eren unitats familiars. En el 20% dels habitatges hi vivien persones soles el 7,9% de les quals corresponia a persones de 65 anys o més que vivien soles. El nombre mitjà de persones vivint en cada habitatge era de 2,65 i el nombre mitjà de persones que vivien en cada família era de 3,05.
Per edats la població es repartia de la següent manera: un 25,9% tenia menys de 18 anys, un 10,1% entre 18 i 24, un 29,7% entre 25 i 44, un 22% de 45 a 60 i un 12,4% 65 anys o més.
L'edat mediana era de 36 anys. Per cada 100 dones de 18 o més anys hi havia 102,5 homes.
La renda mediana per habitatge era de 39.167 $ i la renda mediana per família de 41.250 $. Els homes tenien una renda mediana de 30.987 $ mentre que les dones 25.417 $. La renda per capita de la població era de 15.722 $. Aproximadament el 12,1% de les famílies i el 13,4% de la població estaven per davall del llindar de pobresa.

## Poblacions més properes
El següent diagrama mostra les poblacions més properes.